# Enhedsgrå 1-3
Enhedsgrå 1-3 er en dansk dokumentarfilm fra 1993, der er instrueret af Jørgen Michaelsen.

## Handling
Jørgen Michaelsen er en markant repræsentant for halvfemsernes reflekterende, ny-konceptuelle kunst, der ikke ønsker at betragte kunstværket som markedsvare eller dekorativt objekt, men snarere ser det som bærer af et udsagn om kunstens værensbetingelser - og dermed om folks iagttagelse og opfattelse af verden. Han udfolder sig med intellektuel vellyst gennem et sprogligt overskud, der tilsyneladende er videnskabeligt tørt. Men bag den ordtunge teori anvendes en ofte løssluppen humor som redskab til at formulere kunstnerens skarpe standpunkter. Som i denne tre-akters video, der i et højt gearet rap beretter om, hvorfor han, inspireret af filosoffen Baruch de Spinoza, valgte at male hele sin lejlighed grå.